# サムセー島

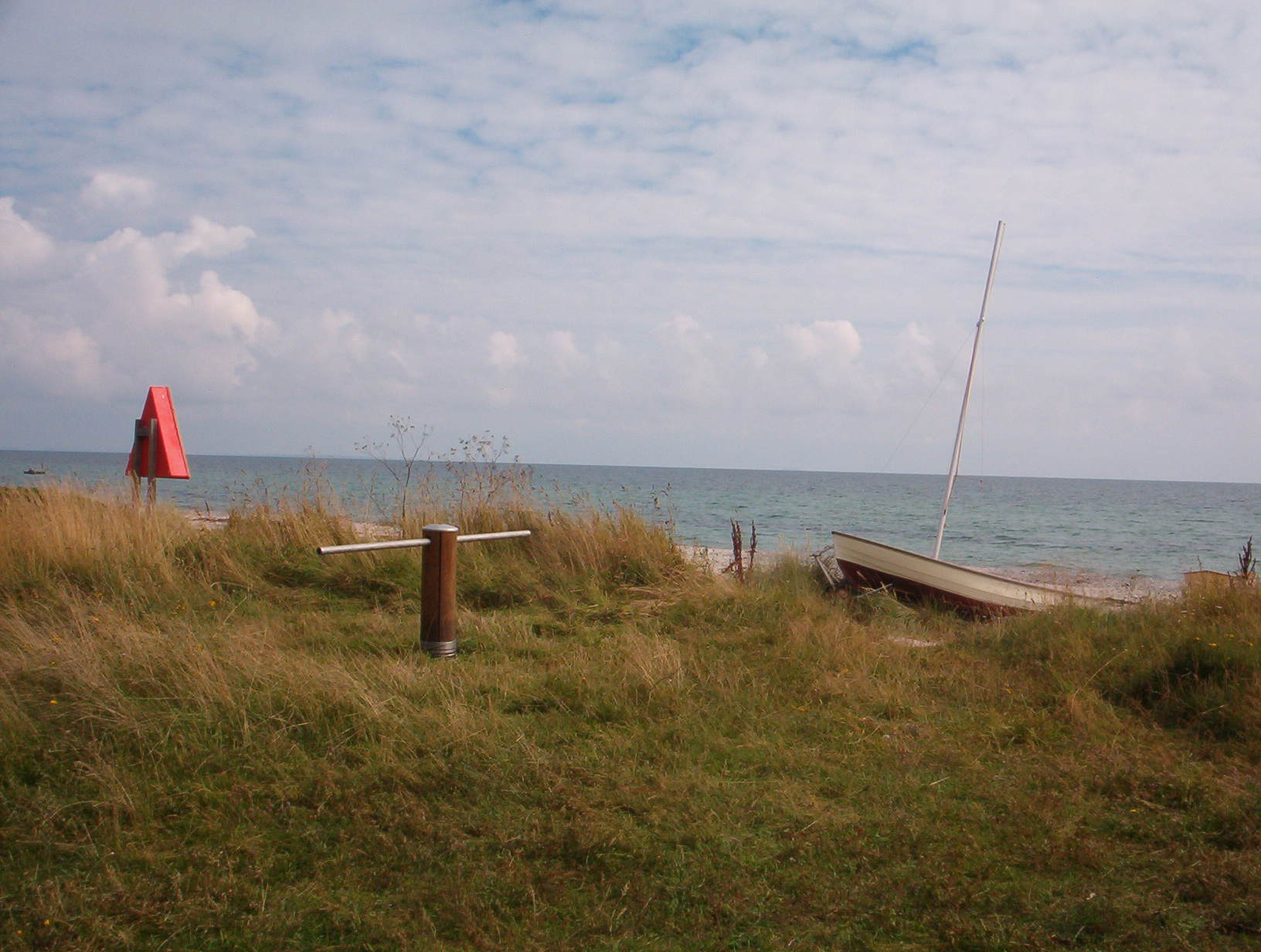
サムセー島

地図上のサムセー島の位置。フュン島の北、シェラン島の西に位置する

サムセー島 （Samsø）は、デンマーク・中央ユラン地域に属する島。日本では、「サムソ島」、「サムソー島」あるいは「サムス島」ともいわれる。ユトランド半島の東方15km沖合のカテガット海峡上に浮かぶ。島の面積は114k㎡、人口は3,657人（2020年1月現在）。「自然エネルギーの島」として世界的に有名。
スカンディナヴィアの中央部分に位置することから、ヴァイキングの時代には彼らの会合場所であった。
サムセーは、フランス、ウェールズ、アイルランドの人々にとって、毎年6月から7月にかけてイチゴ摘みの場所として人気がある。
デンマークでは、サムセーはジャガイモ産地としてよく知られている。旬の初めのジャガイモはそのおいしさで有名。
また、チーズ（サムソー）の産地でもある。バレンの海岸と村は観光客に人気がある。島内を循環する路線バスがあり、フェリー・ターミナルにも停車する。晴天の日には、北方のヘルエネス湾が見える。
島は、北部、Stavns Fjord(フィヨルド)、南部の3つの地域に分けられている。Stavns Fjordは島の中部・東側にあり、四角い形状の湾であり、湾口は北側に小さく開いている。

## 温暖化対策
デンマークは2050年を目標に化石燃料の使用ゼロを目指しているが、本島ではそれよりも前倒しした目標である2030年を達成年と設定している。島の各地に風力発電、太陽電池を設置して電力をまかなう。また、地域熱供給のためウッドチップボイラーおよび太陽熱パネルによる複合施設や、藁ボイラーによる施設が設置されている。風力発電は陸上型のみならず4km沖合にある10基の洋上風力発電設備もある。